# Бактериозы
Бактериозы — болезни растений, вызываемые различными бактериями. Поражают растения разных семейств, в том числе многие сельскохозяйственные культуры (овощные, плодовые, зерновые и пр.), приводя к снижению урожайности. Вызывают гнили, пятнистости, ожоги, увядание и т. п.; при сильном поражении приводят к гибели растения. Встречаются повсеместно.

## Возбудители
Вызываются преимущественно неспороносными палочковидными бактериями из родов Agrobacterium, Bacillus, Clavibacter, Erwinia, Pectobacterium, Pseudomonas, Ralstonia, Xanthomonas, а также некоторыми нитчатыми бактериями рода Streptomyces (в общей сложности около 100 видов). Бактерии проникают в растение через естественные отверстия или различные повреждения. Возбудители могут сохраняться в семенах, растительных остатках, на заражённых сорных растениях, в теле насекомых, на сельскохозяйственных орудиях, в почве и т. п. Заражение происходит как при распространении бактерий ветром, водой, насекомыми, моллюсками, нематодами, птицами, так и при уходе за растениями или прививках. Во многом развитие бактериозов обусловлено устойчивостью растений к патогенам и факторами внешней среды: так, большинство фитопатогенных бактерий способны развиваться лишь в условиях повышенной влажности и при благоприятной для них температуре (около 25-30 °С).

## Типы бактериозов
- По степени поражения выделяют:

— общие бактериозы, вызывающие гибель всего растения или отдельных его частей (например, гоммоз хлопчатника);
— местные бактериозы, поражающие лишь отдельные органы и не ведущие к их гибели (например, бактериальный ожог цитрусовых);
— бактериозы смешанного характера, проявляющиеся в сосудистой системе и на паренхимных тканях (например, бактериоз подсолнечника).
- По характеру поражения можно выделить следующие типы бактериозов:

— гнили (мокрые, белые, мягкие и т. д.), характеризующиеся размягчением и распадом тканей и органов;
— пятнистости, в результате которых на поражённых органах образуются некротические пятна разной формы и цвета;
— ожоги, проявляющиеся в побурении и почернении поражённых частей;
— увядание, при котором отдельные органы, а затем и всё растение, темнеют и вянут;
— бактериальный рак, симптом которого являются опухоли и язвы, образующиеся на корнях, стеблях и ветвях;
— камедетечение, или гоммоз.

## Поражаемые растения
Бактериозы распространены повсеместно и поражают растения разных семейств, в том числе сельскохозяйственные культуры, вызывая значительное снижение их продуктивности и качества урожая. Бактериозам подвержены плодовые, овощные, зерновые и другие культуры.
В числе распространённых бактериозов:
— угловатая пятнистость листьев (возбудитель Pseudomonas syringae): поражает растения семейства тыквенных, в первую очередь огурец, дыню и тыкву. Поражает листья, цветки и плоды; иногда растения гибнут на стадии проростков.
— сосудистый бактериоз крестоцветных (возбудитель Xanthomonas campestris): поражает капусту и другие крестоцветные; листья желтеют, засыхают, сморщиваются; проводящие сосуды чернеют; появляется пятнистость стеблей и стручков, гниль корнеплодов.
— чёрный бактериоз пшеницы (возбудитель Xanthomonas translucens): на листьях появляются прозрачные водянистые полосы, наблюдается побурение колоса, замедляется рост растений.
— бурый бактериоз фасоли (возбудитель Xanthomonas phaseoli): поражает все наземные части растения; приводит к образованию на листьях бурых пятен, которые затем выпадают; на стеблях появляются полосы или кольца; на бобах — водянистые пятна.
Встречаются также бактериоз арахиса (возбудитель Pseudomonas solanacearum, поражает паслёновые, бобовые и сложноцветные), винограда, (возбудитель Bacillus uvae), грецкого ореха (возбудитель Pseudomonas uglandis), клевера (возбудитель Bacterium trifoliorum), мака (возбудитель Bacterium papaveris), моркови (возбудитель Erwinia carotovora), проса (возбудитель Pseudomonas panici), шелковицы (возбудитель Pseudomonas mori) и пр.

## Меры борьбы
Для профилактики бактериозов рекомендуется возделывание устойчивых сортов, севооборот, использование здоровых семян и посадочного материала, а также протравливание семян перед посевом, дезинфекция почвы, черенков, саженцев, инвентаря и теплиц, уничтожение растительных остатков, своевременное внесение необходимых удобрений и оптимальный режим водоснабжения растений.
При признаках поражения необходимы удаление поражённых органов или уничтожение, в том числе сжигание, больных растений; при некоторых бактериозах применяется опрыскивание бордоской жидкостью и другими препаратами.